# Vila Cova à Coelheira (Vila Nova de Paiva)
Vila Cova à Coelheira es una freguesia portuguesa del concelho de Vila Nova de Paiva, con 32,17 km² de superficie y 1.317 habitantes (2001). Su densidad de población es de 40,9 hab/km².